# Pinto Smauto

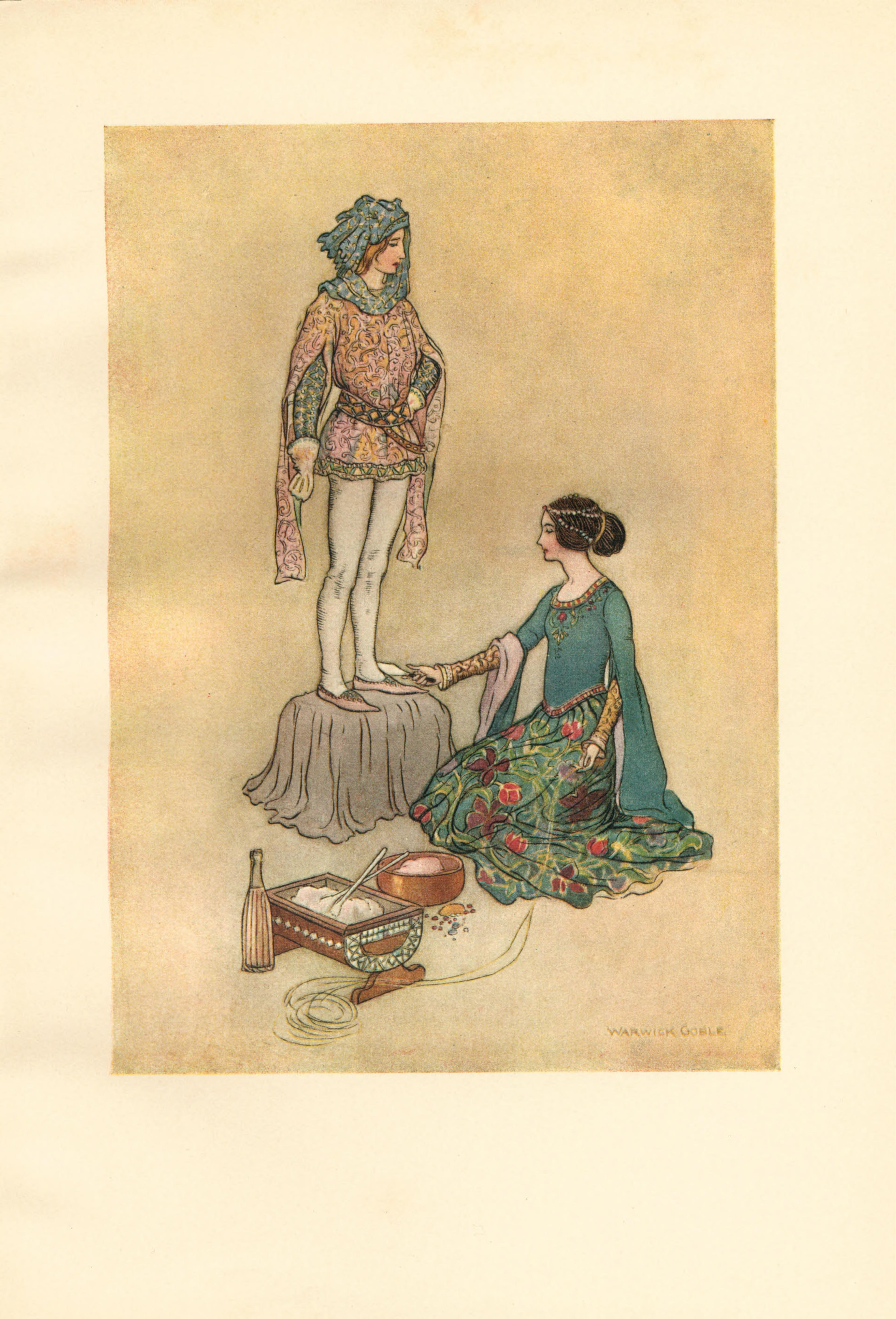
Illustration von Warwick Goble, 1911

Pinto Smauto (vgl. ital. „pinto smalto“, bemalt glasiert) ist ein Märchen (AaTh 425, 403). Es steht in Giambattista Basiles Sammlung Pentameron als dritte Erzählung des fünften Tages (V,3).

## Inhalt
Kaufmannstochter Betta will nicht heiraten. Als ihr Vater fragt, was er ihr mitbringen soll, lässt sie sich Backzutaten mit Duftwasser, Edelsteinen und Goldfaden bringen und bäckt daraus einen schönen Jüngling, Pinto Smauto. Auf der Hochzeit raubt ihn eine fremde Königin. Betta sucht ihn als Bettlerin und erfährt von einer alten Frau drei Zaubersprüche. Hochschwanger darf sie im Palast von Monterotondo die Treppe bewohnen, da sieht sie Pinto Smauto. Durch ihre Sprüche erscheinen ein Goldwagen, ein Vogel und kostbares Tuch, davon erkauft sie von der Königin dreimal eine Nacht mit ihm, doch die gibt ihm Schlaftrunk. Ein Schuhflicker hört Betta nachts jammern und erzählt es Pinto Smauto, der das dritte Mal den Schlaftrunk ausspuckt und seiner Frau Geld und Kleinodien zurückholt. Sie wandern zum Vater, Betta kriegt einen Sohn. Die Königin ärgert sich.

## Bemerkungen
Rudolf Schenda interpretiert: Die selbstbewusste Betta will nur einen Süßen nach ihrem Gusto, der erweist sich als wenig standhaft. Vorbild ist Pygmalions lebende Statue. „Monterotondo“ bedeutet „Rundberg“. Die drei Zaubersprüche kommen in der Einführung zum zweiten Tag als Namen von Kinderspielen vor. Vgl. bei Basile III,1 Cannetella, III,5 Der Mistkäfer, die Maus und die Grille, III,9 Rosella, V,9 Die drei Zitronen. Zum Schlafen unter der Treppe vgl. St. Alexius, später Grimms Armut und Demut führen zum Himmel, zum Schlaftrunk Das singende springende Löweneckerchen, De beiden Künigeskinner, Der Eisenofen, Der Trommler, Prinz Schwan, zur künstlichen Nachtigall Hans Christian Andersens Des Kaisers Nachtigall.
Clemens Brentano bearbeitete das Märchen als Das Märchen von Komanditchen in Italienische Märchen. Bei Svende Merian rauben die zwei Prinzessinnen sich den Zuckermann hin und her, da ist er abgenutzt, sie backen sich neue.